# Kolyma – Straße der Knochen

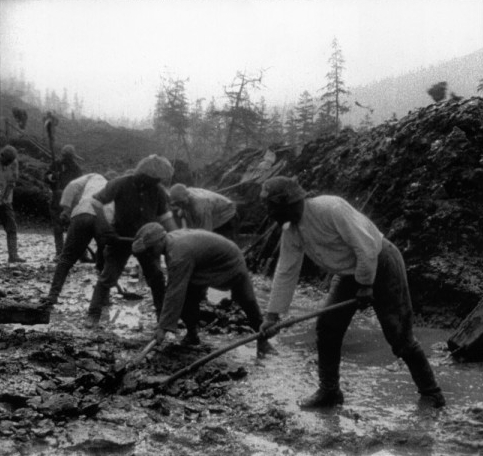
Lagerhäftlinge beim Trassenbau an der Kolymabrücke (1930er Jahre)

Kolyma – Straße der Knochen ist ein Dokumentarfilm des polnischen Regisseurs Stanisław Mucha (* 1970) von 2017. Die Dokumentation entstand, als Mucha um die 2000 km entlang der Fernstraße R504 im Russlands Fernen Osten fuhr, welche auch die „Straße der Knochen“ (selten: Straße des Todes) genannt wird. Deren Verlauf entspricht in weiten Teilen der heutigen R504. Mucha wollte den Weg nachzeichnen, den sein Vater 1952, der in ein Gulag-Arbeitslager deportiert wurde, gehen musste.

## Inhalt

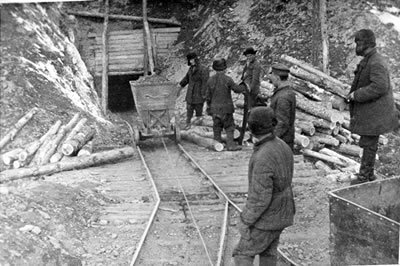
Gulag-Sträflinge in einer Goldmine an der Kolyma (1934)

Der Filmemacher Mucha begibt sich auf eine teilweise fiktive Reise durch die Kolyma-Region in Sibirien, eines der ehemaligen Zentren des Gulag, des sowjetischen Straflagersystems. Er folgt auf der Straße R504 den Spuren seines Großvaters, der als Spion verhaftet, gemäß Artikel 58.6 verurteilt und in den Gulag geschickt wurde. Knapp siebzig Jahre zuvor, 1952 kam er in Magadan an, um dann über die von den Opfern so genannte „Straße der Knochen“ nach Jakutsk weitergereicht zu werden. Zwischen Magadan und Jakutsk, mehr als 2000 Kilometer voneinander entfernt, verläuft jene Straße, die in den 1930er bis 1950er Jahren von Zwangsarbeitern des Gulag gebaut wurde, die außerdem in Gold-, Silber-, Uran- und sonstigen Minen rund um die Straße unter unmenschlichen Bedingungen arbeiten mussten („Opfer der stalinistischen und poststalinistischen Staatsparanoia“). Viele verloren ihr Leben, an der Straße entlang finden sich menschliche Schädel und Gebeine teilweise nur 15 cm unter der Oberfläche. „Es ist der wohl längste Friedhof der Welt“ mit schätzungsweise mehr als drei Millionen Toten.
Eindringlich porträtiert Stanisław Mucha außerdem auch das heutige Leben entlang der Straße in der Kolyma-Region und dokumentiert seine teils unwirklichen Erfahrungen. So trifft er in Magadan, dem Ausgangspunkt der „Straße der Knochen“, eine Straßenverkäuferin, für die der Begriff „Gulag“ überhaupt keine Bedeutung besitzt. Mucha kritisiert damit indirekt, manchmal auch skurril, die schwach ausgeprägte russische Erinnerungskultur an die Opfer, die das stalinistische Lagersystem forderte.

## Dokumentation
Die Dokumentation ist eine Koproduktion von TAG/TRAUM Filmproduktion, ZDF/3sat und des Hessischen Rundfunks von 2017. Sie wurde produziert durch den polnischen Regisseur Stanisław Mucha und 2018 als bester Dokumentarfilm auf dem Filmfestival Achtung Berlin ausgezeichnet. Kinostart war der 21. Juni 2018. Erstausstrahlung in 3sat war am 7. Oktober 2019, im Hessischen Rundfunk am 16. Januar 2020.